# Haplochromis simpsoni
Haplochromis simpsoni је зракоперка из реда Perciformes.

## Угроженост
Ова врста се сматра угроженом.

## Распрострањење
Ареал врсте је ограничен на једну државу. 
Уганда је једино познато природно станиште врсте.

## Станиште
Станиште врсте су слатководна подручја.